# Währungsreform

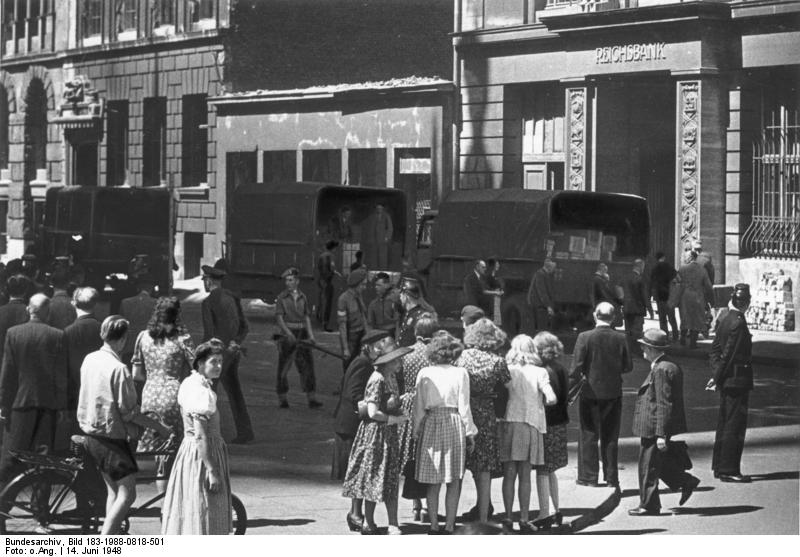
Währungsreform im Juni 1948, Geldanlieferung in Hamburg

Währungsreform ist in der Währungspolitik die hoheitliche Maßnahme einer Regierung, mit der eine wesentliche Änderung der Währungsverfassung eines Staates verbunden ist.

## Allgemeines
Wesentliche Änderungen der Währungsverfassung sind insbesondere formal eine neue Währungseinheit, materiell ein neues Umtauschverhältnis zur alten Währung, wesentliche Änderungen des Münzregals oder neue Umrechnungskurse für Bargeld und Buchgeld (Bankguthaben, Forderungen und Verbindlichkeiten). Bloße Münzreformen, neue Denominationen oder entfallende Stückelungen, Einziehung von Banknoten oder Demonetisierung, Abwertungen oder Aufwertungen stellen dagegen keine Währungsreform dar. Manche Autoren zählen auch die Neuordnung des Geldwesens bei zurückgestauter Inflation zur Währungsreform.

## Geschichte
Ptolemaios XII. („Auletes“) führte 53/52 v. Chr. lediglich eine Münzreform durch, als er den ursprünglichen Feingehalt beim Stater von 90 % auf 48,65 % reduzierte. Der Denarius bildete im Römischen Reich zusammen mit dem As bis zur Währungsreform unter Kaiser Augustus ab etwa 27 v. Chr. ein Silber-Bronze-Kurant-Währungssystem mit einem Wertverhältnis von etwa 1:120. Der Follis wurde um 294 n. Chr. im Rahmen der Währungsreformen des Diokletian als römische Münze eingeführt, um der Münzverschlechterung und der Inflation entgegenzuwirken; der Follis wurde die wichtigste neue Kupfermünze. Geschichtlich belegt ist auch Diokletians Währungsreform vom 1. September 301 (Höchstpreisedikt), die den Wert des Follis von 12,5 denari communes (d. c., „Rechnungsdenare“) auf 25 d. c. verdoppelte. Flavius Julius Constans ersetzte den Follis bei der Münzreform von 348 durch die Maiorina, eine leicht mit Silber legierte Mittelbronze, und den Centenionalis als Unternominal zur Maiorina mit halber Wertigkeit.
Im Jahre 693 entschloss sich Kalif Abd al-Malik dazu, der Überschneidung der Umlaufgebiete zweier Währungen durch eine Währungsreform abzuhelfen, die dem Münzwesen einheitlich das arabische Gewichtssystem zugrunde legte. Dabei setzte er den Feingehalt des Gold-Denars auf 20 Karat und den des Silber-Dirham auf 14 Karat fest. Karl der Große führte 794 eine Währungsreform durch, die das Silber als Münzgeld bestimmte und ein 25 % höheres Silbergewicht erhielt, die Münzprägung zu einem nur dem Herrscher zustehenden Recht erklärte (Münzregal) und als Kurantmünze den „Silbernen Pfennig“ (Silberdenar) einführte. Er wollte mit seiner Währungsreform eine Aufwertung des Silberdenars erreichen, der bei sinkendem Silberpreis – als Folge eines Silberüberflusses in ganz Westeuropa – immer mehr an Kaufkraft verlor.
Die Münzverschlechterung im Heiligen Römischen Reich der Jahre nach 1380 („böser Heller“) konnte durch eine Währungsreform gestoppt werden. Sie war Teil eines kaiserlichen Edikts vom Juli 1385 und halbierte den Heller im Wert, womit sich die Wertigkeit 8 Heller = 4 Pfennig = 1 Kreuzer und 4 Kreuzer = 1 Batzen ergab. Die Holländer führten 1654 in Brasilien während der Besetzung des Nordostens den Real (deutsch „königlich“) ein, er wurde 1790 zur offiziellen brasilianischen Währung und blieb es unverändert bis zur Ausrufung der Republik am 15. November 1889.

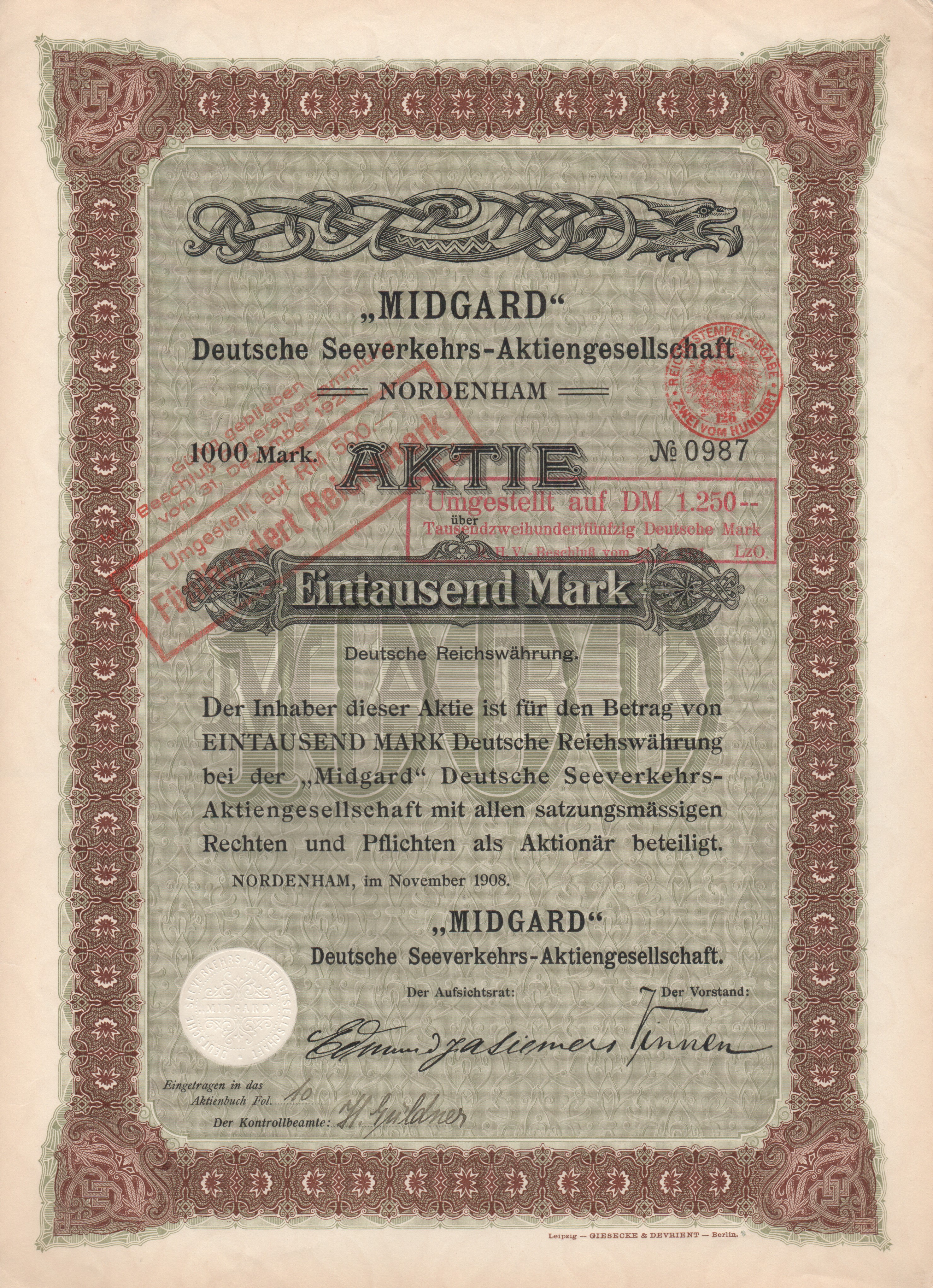
Aktie über 1000 Mark der MIDGARD Deutsche Seeverkehrs-AG vom November 1908, mit zwei Stempeln wegen Währungsumstellungen

Inzwischen gab es mehrere Währungsreformen in Deutschland. Nach der im Januar 1876 im deutschen Kaiserreich eingeführten Mark folgte im November 1923 die Rentenmark, bereits ab August 1924 die Reichsmark. Mit der Währungsreform 1948 wurde am 21. Juni 1948 in Westdeutschland die Deutsche Mark durch die Bank deutscher Länder, in der DDR durch die Währungsreform in der SBZ die neu gedruckten Banknoten der Deutschen Mark (von der Deutschen Notenbank) erst ab 24. Juli 1948 in Umlauf gebracht.
Durch das Bretton-Woods-System gab es mindestens in den Mitgliedstaaten nach Juli 1944 eine neue Währungsordnung, die eine radikale internationale Währungsreform des Wechselkurssystems mit sich brachte. Zentrale Währung wurde der US-Dollar, zu dem alle anderen Fremdwährungen in einer festen Wechselkursparität (mit festen Wechselkursbandbreiten) standen und der eine feste Goldparität von 35 Dollar je Unze erhielt. Das System neigte langfristig wegen des starren Wechselkurssystems zum Realignment, weil eine unterschiedliche wirtschaftliche Entwicklung zu einem Ungleichgewicht im Welthandel führte (hohen Handelsbilanzüberschüssen bis hin zum Exportweltmeister standen hohe Handelsbilanzdefizite in noch mehr Staaten gegenüber).
Staaten mit Hyperinflation neigen dazu, ihre Weichwährung mittels Währungsreformen aus psychologischen Gründen anders zu benennen. Zudem geben sie neue Banknoten mit höheren Nominalwerten heraus. Brasilien änderte den im November 1942 eingeführten Cruzeiro (deutsch „Kreuzerchen“) im Februar 1967 in den Neuen Cruzeiro (portugiesisch Cruzeiro Novo), um ihn im Mai 1970 wieder Cruzeiro zu nennen. Im Februar 1986 erfolgte die Ablösung durch den Cruzado (deutsch „durchkreuzt“, aber auch deutsch „Kinnhaken“), im Januar 1989 kam der Neue Cruzado (portugiesisch Cruzado Novo), im März 1990 der Dritte Cruzeiro (portugiesisch Terceiro Cruzeiro), dem im August 1993 der Cruzeiro Real folgte; seit Juli 1994 gibt es den Real (deutsch „königlich“). Die meisten Änderungen waren mit einem neuen Umtauschverhältnis verbunden. Alleine durch Währungsreformen kann jedoch eine Hyperinflation nicht verhindert werden, sondern die Währungspolitik muss durch eine die Geldwertstabilität beachtende Wirtschaftspolitik flankiert werden. Dem brasilianischen Finanzminister und späteren Präsident Brasiliens Fernando Henrique Cardoso gelang es, die Inflationsrate von 30 % (im Monat) auf unter 3 % zu senken. In Argentinien gab es ähnlich häufige Änderungen, in der Neuzeit seit Januar 1970 den Peso Ley, ab Juni 1983 den Peso Argentino, vom Juni 1981 bis Dezember 1991 den Austral, seit Januar 1992 wieder den Peso.

## Ursachen der Währungsreform
Währungsreformen werden aus einer Reihe von Gründen durchgeführt:
Staatsbankrott
Maßnahmen zum Abbau der Überschuldung eines Staates sind höhere Staatseinnahmen durch starkes Wirtschaftswachstum, hohe Inflation oder Steuererhöhungen. Auf der anderen Seite sind drastische Ausgabenkürzungen des Staates bis hin zur Austerität erforderlich. Eine radikale Maßnahme ist die Währungsreform oder bei den Staatsanleihen der Schuldenschnitt. (Siehe auch Artikel Staatsbankrott (Abschnitt 'Abwehrmaßnahmen').)
Wettrüsten, Kriegsfinanzierung, verlorene Kriege
Besonders durch das Vorbereiten oder Führen von Kriegen kann eine überhöhte Staatsverschuldung entstehen (sei es durch Kriegsanleihen und/oder durch andere Finanzinstrumente). Insbesondere nach einem verlorenen Krieg kommt es nicht selten zu einer Währungsreform. Beispiele sind die Währungsreform 1924 und die Währungsreform 1948 (Westdeutschland).
Politische Gründe
In selteneren Fällen werden aus politischen Gründen Währungsreformen beschlossen und durchgeführt.
- Ein Währungsraum (i. d. R. ein Land) tritt einem anderen Währungsraum bei.

Beispiel
Beitritt der DDR zur Bundesrepublik Deutschland 1990.
- Länder spalten sich auf.

Beispiel
1993 bildeten sich aus der Tschechoslowakei die Staaten Tschechien und Slowakei.
- Länder bilden eine Währungsunion:

Beispiel
EU-Mitgliedstaaten bildeten den Euro-Währungsraum.
- Länder verlassen Währungsunion.

Beispiel
Diskussion um einen „Nord-Euro“ und einen „Süd-Euro“.
- Hyperinflation

Länder mit dauerhaft hohen Inflationsraten spüren die langfristigen Auswirkungen der Inflation vor allem in Form hoher, intransparenter Preise, das heißt, Einheiten eines geringwertigen Gutes kosten vergleichsweise viele Geldeinheiten. Dies verursacht hohe Transaktionskosten, da die Preisauszeichnungen aufgrund ihres Umfangs für den Anbieter von Gütern aufwändig und für den Nachfrager intransparent werden. Abhilfe schafft hier die Einführung einer neuen Währung, bei der von der alten Währung oft „Nullen entfernt werden“, also ein Tauschkurs von 10n:1 festgesetzt wird. ;
Beispiel
sind die Einführung der Nouveau Franc 1958 (100:1) in Frankreich oder der neuen Türkischen Lira 2004.

## Staatsbankrott als Hauptursache
Wenn die Staatsverschuldung die Höhe des Bruttoinlandsprodukts übersteigt, die Zinslasten für die aufgenommenen Staatsschulden die übrigen Staatsausgaben spürbar einengen, die Leistungsbilanz negativ wird, dann können entweder Wirtschaftswachstum, die Senkung der Staatsausgaben, Steuererhöhungen, Verkauf von Staatsvermögen, der Schuldenschnitt bei den Staatsanleihen oder Inflation Entlastung bringen. Ein historisches Beispiel für die Einengung der Staatsausgaben durch hohe Zinsverpflichtungen ist der französische Staatshaushalt von 1785, in dem der Finanzminister Jacques Necker über ein Drittel der Ausgaben (33,9 %) für Zinszahlungen auf die öffentlichen Schulden einplante. Die Finanzierung der staatlichen Budgetdefizite durch Kredite bei der Zentralbank oder über den Ankauf neuer Staatsanleihen durch die Geschäftsbanken und späteren Weiterverkauf an die Zentralbank wirkt expansiv.
In den meisten Fällen besteht eine Währungsreform aus einer gesetzlichen Änderung der Währungsverfassung, die einen Umtausch alter Währungseinheiten zu einem staatlich festgelegten Wechselkurs in Einheiten der neuen Währung festlegt. Hauptziel der Währungsreform ist die Reduzierung der Staatsschulden und der Geldmenge. Die Geld- und Anlageformen, Schulden und Gehälter werden bewusst mit unterschiedlichen Umstellungssätzen in die neue Währung umgerechnet. Oftmals wird zunächst nur ein gewisses Kopfgeld pro Person zu einem bevorzugten Satz getauscht, während weiteres Bargeld erst später und/oder zu einem schlechteren Satz getauscht wird, die Staatsanleihen werden entwertet. Staat, Unternehmen und einzelne Bevölkerungsgruppen werden also ungleich behandelt. Löhne und Gehälter sowie Mieten werden häufig 1:1 umgestellt, um den Neubeginn zu erleichtern.
Die Zeit für Entwurf und Erstellung neuer Münzen und Banknoten wird vom Volkswirt Dirk Meyer in dem Szenario einer Währungsumstellung auf mindestens zwölf Monate geschätzt. Übergangsweise können die alten Banknoten mit magnetischer Tinte fälschungssicher gestempelt und dann weiter verwendet werden. Etwa zwei „Bankfeiertage“ werden gebraucht, um Bankeinlagen, Schulden, Vermögen, Bilanzen und Zahlungsverkehr umzustellen.

## Arten
Zu unterscheiden ist zwischen der konstituierenden, manipulierenden und sanierenden Währungsreform. Konstituierende Währungsreformen dienen der Schaffung einer neuen Währungseinheit, der Erweiterung eines bestehenden Währungsraums oder der Schaffung einer neuen Währung in neu gegründeten Staaten. Manipulierende Währungsreformen resultieren aus Überlegungen der Finanzpolitik, die einen oder mehrere Staaten zur Manipulation der Geldverfassung veranlassen. Es wird versucht, Einfluss auf die Geldschöpfung der Zentralbank zu nehmen und sich über eine inflationäre Staatsfinanzierung realwirtschaftliche Ressourcen anzueignen. Eine weitere Form ist die sanierende Währungsreform mit binnenwirtschaftlichen Maßnahmen der Geldverfassung und einer Änderung der Währungsbeziehungen zum Ausland.
Anhand von Beispielen können die Unterschiede verdeutlicht werden:
| Währungsreform  | Staat              | Jahr | Erläuterung                                                                                |
| --------------- | ------------------ | ---- | ------------------------------------------------------------------------------------------ |
| konstituierende | Deutschland        | 1871 | Einführung einer neuen Währungseinheit bei Reichsgründung                                  |
| manipulierende  | Vereinigte Staaten | 1973 | Auflösung fester Wechselkurse, das Federal Reserve System griff konjunkturell steuernd ein |
| sanierende      | Brasilien          | 1986 | Einführung des Cruzado mit flankierender Geldpolitik zwecks Bekämpfung der Hyperinflation  |

Ein großer Teil der Währungsreformen in Süd- und Mittelamerika sind dementsprechend sanierende Währungsreformen.

## Abgrenzungen
Mit der Gründung neuer Staaten oder Wirtschaftsräume geht meist auch die Einführung einer neuen Währung einher. So war die Einführung der D-Mark in der DDR 1990 im strengen Sinne keine Währungsreform. Auch die Ablösung des im ehemaligen Jugoslawien geltenden Dinar nach der Gründung von Kroatien im März 1994 durch die kroatische Kuna war ebenso wie die Einführung des Euro-Bargeldes im Januar 2002 keine Währungsreform. Es handelt sich vielmehr um Währungsumstellungen, auch wenn hierbei die Einführung einer neuen Währungseinheit erfolgte.